# Максименко Олександр Олександрович
Олекса́ндр Олекса́ндрович Максименко (нар. 20 січня 1990, Володимир-Волинський, Волинська область — пом. 9 вересня 2014, Нижньобараниківка, Біловодський район, Луганська область) — український прикордонник, капітан (посмертно) ДПСУ, оперуповноважений прикордонної оперативно-розшукової групи ВПС «Біловодськ» ДПСУ. Кавалер ордена «За мужність» ІІІ ступеня.
Загинув під час російсько-української війни поблизу села Нижньобараниківка Біловодського району Луганської області.

## Життєпис
Олександр Максименко народився 20 січня 1990 року в місті Володимир-Волинський. Навчався у Володимир-Волинській школі № 1. 2011 року закінчив Національну академію ДПСУ імені Богдана Хмельницького, за напрямком підготовки «Охорона та захист державного кордону», та був розподілений до Луганського прикордонного загону. Оперуповноважений прикордонної оперативно-розшукової групи відділу прикордонної служби «Біловодськ» Луганського прикордонного загону ДПСУ.
27 липня 2014 року одружився із Зоєю. До народження свого сина Давида Олександр не дожив 39 днів.

## Загибель
Олександр Максименко загинув 9 вересня 2014 року, ще з двома своїми побратимами — В'ячеславом Кузнєцовим та Юрієм Лук'янцевим, у результаті підриву на фугасі поблизу села Нижньобараниківка Біловодського району Луганської області. Прикордонний наряд супроводжував двох журналістів знімальної групи телекомпанії «ІРТА», які хотіла зняти сюжет про дві сім'ї (Вишняк Сергій та Тетяна і сім'я Рибалко Олексій та Олена) з села Бараниківка, розстріляних наприкінці 30 серпня 2014 року «Градом» з російської території.
Біловодський район ніколи не був окупований терористами, тому відповідальність за інцидент, найімовірніше, лежить на диверсійних групах російських найманців.
Поховали Олександра Максименка 12 вересня 2014 року на Федорівському цвинтарі в його рідному місті Володимирі-Волинському. У місті цей день був оголошений Днем жалоби. Місцева влада та підприємці виділила кошти на поховання Олександра Максименка. Відспівували Олександра в соборі Успіння Пресвятої Богородиці УПЦ (МП), у Володимирі-Волинському. Собор не міг вмістити усіх, хто хотів попрощатися зі своїм земляком та товаришем по службі.

## Нагороди та вшанування
- За особисту мужність і героїзм, виявлені у захисті державного суверенітету та територіальної цілісності України, Олександр Максименко нагороджений (посмертно) орденом «За мужність» ІІІ ступеня, згідно з Указом Президента України № 754/2014 «Про відзначення державними нагородами України»[1].
- 29 жовтня 2014 року Володимир-Волинська міська рада посмертно нагородила Олександра Максименка почесною відзнакою «За заслуги перед містом Володимир-Волинський».[11] 24 квітня 2015 року Олександру Максименку разом із іншими загиблими в АТО військовослужбовцями, які були жителями міста Володимира-Волинського, було присвоєне звання «Почесний громадянин міста Володимира-Волинського».[12][13] 22 квітня 2015 року у Слов'янському парку у Володимирі-Волинському була закладена Алея Слави у пам'ять жителів міста, які загинули на сході України під час проведення антитерористичної операції. Студенти Володимир-Волинського агротехнічного коледжу висадили у парку 8 дубів у пам'ять про загиблих жителів міста — Василя Спасьонова, Віктора Хмелецького, Ігора Упорова, Леоніда Полінкевича, Михайла Ілляшука, Дмитра Головіна, Дмитра Колєснікова та Олександра Максименка.[14]
- У вересні 2015 року на сесії Володимир-Волинської міської ради прийнято рішення назвати іменем Олександра Максименка новозбудовану вулицю в районі колишнього цегельного заводу.[8]
- 13 жовтня 2015 року, напередодні Дня захисника України, на фасаді Володимир-Волинської ЗОШ № 1, яку закінчив загиблий герой, було урочисто відкрито дошку пам'яті на честь Олександра Максименка.[15]
- Нагороджений відзнакою Президента України «За участь в антитерористичній операції» (посмертно)[16].
- Наказом Адміністрації Державної прикордонної служби України від 1 вересня 2017 року № 906-ос старшому лейтенанту Максименко Олександру Олександровичу присвоєно військове звання «КАПІТАН» (посмертно)[17].
- 25 жовтня 2017 року на будівлі оперативно розшукового відділу ДПСУ у місті Володимир-Волинський, було урочисто відкрито меморіальну дошку капітану Олександру Максименку[17].
- Його портрет розміщений на меморіалі «Стіна пам'яті полеглих за Україну» у Києві: секція 4, ряд 4, місце 22
- Вшановується в меморіальному комплексі «Зала пам'яті», в щоденному ранковому церемоніалі 9 вересня[18]